# Virginia Parker Prize
Il Virginia Parker Prize (originariamente noto come Virginia P. Moore Prize) è un premio annuale assegnato a giovani musicisti classici (cantanti, strumentisti o direttori d'orchestra) che sono stati in precedenza beneficiari delle sovvenzioni del Canada Council. I destinatari del Virginia Parker Prize ricevono 25.000 dollari per aiutare ulteriormente le loro carriere professionali.
Fondato originariamente da Virginia Parker e suo marito Thomas Alexander Gzowski (T.A.G.) Moore nel 1982, il premio è finanziato dalla Virginia Parker Foundation ed è ora amministrato dal Canada Council.

## Vincitori del passato[2]
- Jon Kimura Parker (1984)
- Sophie Rolland (1985)
- Sandra Graham (1986)
- Gilles Auger (1987)
- Jamie (James E. Kimura) Parker (1988)
- Marc-André Hamelin (1989)
- Nancy Argenta (1990)
- Michael Schade (1991)
- Corey Cerovsek (1992)
- Martin Beaver (1993)
- Scott St. John (1994)
- Karina Gauvin (1995)
- Alain Trudel (1996)
- James Ehnes (1997)
- Richard Raymond (1998)
- Lucille Chung (1999)
- Yannick Nézet-Séguin (2000)
- Marie-Nicole Lemieux (2001)
- Stewart Goodyear (2002)
- Julie-Anne Derome (2003)
- Jasper Wood (2004)
- Isabel Bayrakdarian (2005)
- Shannon Mercer (2006)
- David Jalbert (2007)
- Jean-Philippe Sylvestre (2008)
- Wallace Halladay (2009)
- Alexandre Da Costa (2010)
- Kaori Yamagami (2011)
- Daniel Cabena (2012)
- Layla Claire (2013)
- Caroline Cole (2014)
- Yolanda Bruno (2015)
- Mira E. Benjamin (2016)
- Vanessa Roussel (2017)
- Blake Pouliot (2018)
- Stéphane Tétreault (2019)